# Mbande
Mbande  est un village du Cameroun situé dans la commune d'Ako. Il est rattaché au département du Donga-Mantung, dans la région du Nord-Ouest.

## Géographie
Mbande est situé au sud-ouest de la commune d’Ako, à côté des villages de Jevi, Akwenko et Ande. Le village est à la limite sud de la réserve de Mbembe.

## Population
En 1970, le village comptait 1 143 habitants répartis en deux quartiers, Mbande I (444 habitants) et Mbande II (94 habitants).  
Le Bureau central des recensements et des études de population (BCREP) a réalisé un recensement en 2005, le Répertoire actualisé des villages du Cameroun ; le recensement évaluait à 4 232 le nombre d'habitants ; ce chiffre inclut 2 216 hommes et 2 016 femmes.

## Économie
Les villageois pratiquent plusieurs métiers dans les domaines de la pêche, l’exploitation forestière, l’artisanat, l’exploitation minière, l’agriculture, l’élevage bovin, l’apiculture, le commerce et la chasse. Les femmes sont présentes dans certains domaines notamment : l’artisanat, l’agriculture, l’élevage bovin, l’apiculture et le commerce.

## Système éducatif
Le village comprend deux écoles primaires, la GS Ziembia, la GS Mbande, une maternelle, GNS Mbande et un établissement d’enseignement secondaire, le GSS Mbande.   

## Accès à l’eau
Le village est approvisionné en eau grâce à un château d’eau. Un robinet publique est installé dans le village.   

## Accès à l’électricité
Le village n'a pas accès à l’électricité.

## Réseau routier
Une route reliant Ako à Nkambe, passe par les villages de Mbande, Ande et le marché de Ntumbo. Mbande est aussi relié à Jevi par un sentier.   

## Développement du village
Le plan de développement comprend la construction d’une route de 40 km entre Mbande et Ako, d’une route de 6km entre Abuenkpa et Mbande, d’une route entre Jevi et Mbande, le réaménagement de la route de 10 km reliant Akwento à Mbande et la construction de plusieurs ponts entre Ako et Mbande.  
De nouvelles classes seront construites dans la G.S Mbande et la G.S Ziebia ainsi que dans la G.S.S Ziebia. Un système de captage d’eau sera construit, des robinets supplémentaires seront installés et le village sera raccordé en électricité depuis Jevi.  
Le plan prévoit aussi la construction d’un centre de soins, d’une salle culturelle dans le palais de Mbande et d’un marché à Mbande.  